# Liste der Ethik-Modelle
Diese Liste führt wichtige Gliederungsmodelle im Bereich der Ethik auf.

## Unterscheidung nach Art der Behandlung ethischer Aussagen
- Normative Ethik
  - Allgemeine Ethik (Ethik i. e. S.)
  - Angewandte Ethik (Bereichsethiken)
- Deskriptive Ethik
- Metaethik
  - Moralismus
  - Amoralismus
  - Immoralismus
  - Dezisionismus
  - Fiktionalismus

## Unterscheidung nach Art der Begründung ethischer Aussagen
- Theologische Ethik
  - Jüdische Ethik
  - Christliche Ethik
    - Katholische Ethik (Moraltheologie)
    - Protestantische Ethik
    - Orthodoxe Ethik

  - Islamische Ethik
  - Hinduistische Ethik
  - Ethik des Zoroastrismus
  - Ethik des Sikhismus
  - Ethik des Shintō
- Religiös-philosophische, jedoch nicht theologische Ethik
  - Buddhistische Ethik
  - Daoistische Ethik
  - Konfuzianische Ethik
  - Jainistische Ethik
- Philosophische Ethik
  - Intuitionismus
  - Rationalismus

## Unterscheidung nach Zahl der avisierten Personen
- Individualethik und Sozialethik

## Unterscheidung nach Prinzipien und Werten (allgemeine Ethik, auch normative Ethik)
- Ethik der Achtsamkeit
- Deontologische Ethik
- Ethischer Egoismus
- Erfolgsethik
- Evolutionäre Ethik
- Gesinnungsethik
- Glücksethik / Eudämonismus
- Hedonismus
- Konsenstheorie / Diskurstheorie / Dialogethik
- Konsequentialismus
- Mitleidsethik
- Pflichtethik
- Prinzipienethik
- Teleologische Ethik
- Tugendethik
- Utilitarismus
- Verantwortungsethik
- Vertragstheorie / Kontraktualismus
- Wertethik

## Unterscheidung nach Anwendungsbereichen (Bereichsethiken, siehe auchAngewandte Ethik)
- Arbeitsethik
- Ärztliche Ethik
- Bildungsethik
- Bioethik
- Care-Ethik
- Computerethik
- Entscheidungsethik
- Friedensethik
- Governance-Ethik
- Generationenethik
- Hackerethik
- Informationsethik
- Institutionenethik
- Konfliktethik
- Konsumethik
- Kriegsethik
- Kulturethik
- Leistungsethik
- Medienethik
- Medizinethik
- Naturethik
- Neuroethik
- Ökologische Ethik
- Pflanzenethik
- Pflegeethik
- Politische Ethik
- Polizeiethik
- Populationsethik
- Rechtsethik
- Reproduktionsethik
- Risikoethik
- Roboterethik
- Sexualethik
- Sicherheitsethik
- Sportethik
- Technikethik
- Tierethik
- Umweltethik
- Unternehmensethik
- Verwaltungsethik
- Virtuelle Ethik
- Wirtschaftsethik
  - Integrative Wirtschaftsethik
- Wissenschaftsethik
- Zukunftsethik